# Gymnasium Osterbek
Das Gymnasium Osterbek ist ein staatliches Gymnasium im Hamburger Stadtteil Bramfeld. Im Französisch-Zweig des Gymnasiums kann seit 2006 das deutsch-französische Abitur („AbiBac“) abgelegt werden.

## Geschichte
Das „Gymnasium Farmsen II“ wurde 1971 am Hermelinweg gegründet. Das Jahr 1971 gilt auch in der Traditionspflege des Gymnasiums als Gründungsjahr. Nach der Grundsteinlegung 1972 am Turnierstieg nahm die Schule 1973 mit 250 Schülern den Betrieb auf. 1974 bekam das Gymnasium seinen heutigen Namen und der Neubau am Turnierstieg wurde eingeweiht. Im Zeichen des Kalten Krieges wurde beim Bau unter dem östlichen Hauptgebäude eine Zivilschutzanlage mit 700 Plätzen angelegt.
1975 begann die Oberstufen-Kooperation mit dem Gymnasium Farmsen. 1976 wurden Mehrzweckhalle und Verwaltungstrakt eingeweiht. Das geplante Oberstufenhaus wird wegen des vorauszusehenden Rückgangs des Schüleraufkommens in Hamburg nicht errichtet. 1978 gab es eine Abstimmung über die Umwandlung zur Gesamtschule, die zugunsten der Beibehaltung der Schulform Gymnasium ausging. 1981 begann am Gymnasium der bilinguale Unterricht in Französisch.
Nach Schließung der Haupt- und Realschule Turnierstieg 1983 und dem Auslaufen der Vermietungen im Jahre 2002 übernahm das Gymnasium das benachbarte Gebäude und verfügt somit über Ersatzräume für das nicht gebaute Oberstufenhaus. Mit Stand 2017/18 war das Gymnasium dreizügig, 2019 erwog die Schulbehörde eine Erweiterung um zwei weitere Parallelklasse je Stufe auf dann fünf Züge.

## Lage und Architektur
Das Gymnasium Osterbek liegt im Süden des Stadtteils Bramfeld, ungefähr einen Kilometer östlich des Bundeswehrkrankenhauses. Die Straße Turnierstieg begrenzt das Gelände südlich, sie geht vom Barmwisch ab. Südlich grenzt ein Hochhausgebiet (Bengelsdorfstraße) an das Schulgelände an.
Hauptgebäude des Gymnasiums (und vormals der Haupt- und Realschule Turnierstieg) sind zwei Serienschulbauten vom Typ 68, nach dem Grundriss auch „Doppel-H“ genannt. Zwischen Ende der 1960er und Mitte der 1970er Jahre wurde dieser Serienbau in den damaligen Rand- und Erweiterungsgebieten Hamburgs etwa 50-mal gebaut. Die dreistöckigen Gebäude mit Flachdach sind horizontal in einem Raster von 1,80 m gegliedert.
Von 2012 bis 2015 wurden in drei Arbeitspaketen ein Anbau an die Dreifeld-Sporthalle realisiert sowie Außensportanlagen und dann Verwaltungstrakt und Gebäude 1 saniert.

## Schulprofil
Die Schüler haben ab Klasse 5 die Möglichkeit, in den Französisch-Zweig zu gehen. Dort findet in Klasse 7 ein Schüleraustausch mit Frankreich statt (z. B. Marseille). Das Gymnasium zählte 2020/21 zu den vier Gymnasien Hamburgs, an denen das AbiBac abgelegt werden kann. Schüler, die nicht den Französisch-Zweig wählen, können ab der 6. Klasse Latein oder Französisch belegen.
In der Oberstufe kooperiert das Gymnasium Osterbek als Teil des Oberstufenverbunds Wandsbek mit dem Johannes-Brahms-Gymnasium, mit dem Gymnasium Farmsen und mit der Stadtteilschule Bramfeld. Insgesamt können dadurch zwölf verschiedene Oberstufenprofile angeboten werden. 

## Bekannte Ehemalige
- Fabian Harloff (* 1970), Schauspieler, Abitur am Gymnasium Osterbek[10]
- Tim Rohrmann (* 1963), Psychologe, Abitur am Gymnasium Osterbek
- Jan Peter Riecken (* 1966), Politiker (SPD), Abitur am Gymnasium Osterbek